# Оленёвка (приток Васюгана)
Оленёвка — река в России, протекает в Томской области, левый приток Васюгана. Устье Оленёвки находится в 566 км вверх по течению от устья Васюгана, к северо-востоку от села Новый Васюган. Длина реки составляет 68 км, площадь водосборного бассейна — 280 км².

## Данные водного реестра
По данным государственного водного реестра России относится к Верхнеобскому бассейновому округу, водохозяйственный участок реки — Васюган, речной подбассейн реки — бассейны притоков Оби (верхней) от Кети до Васюгана. Речной бассейн реки — Обь (верхняя) до впадения Иртыша.
Код объекта в государственном водном реестре — 13010800112115200030676.